# Distrito de San Miguel de Mayocc
El Distrito peruano de San Miguel de Mayocc es uno de los once distritos que conforman la Provincia de Churcampa, ubicada en el Departamento de Huancavelica, bajo la administración del Gobierno Regional de Huancavelica, en la zona de los andes centrales del Perú.  Limita por el norte con el Distrito de Churcampa; por el sur con la Provincia de Acobamba; por el este con el Distrito de La Merced;  y, por el oeste con el Distrito de Locroja.
Desde el punto de vista jerárquico de la Iglesia católica, forma parte de la Diócesis de Huancavelica.

## Historia
La fecha de creación de este distrito, por ley dada en el segundo gobierno del Presidente Manuel Prado Ugarteche, es el 22 de junio de 1962.

## Geografía
La población total en este distrito es de 1 144 personas y tiene un área de 37,86 km².

## Autoridades

### Municipales
- 2020

- Alcalde: Deyvis Godofredo Mallma Navarro

- 2011-2014[6]
  - Alcalde: Hipólito Velarde Gamboa, Movimiento independiente Trabajando Para Todos (TPT).
  - Regidores: Mario Jesús Pérez Ángeles (TPT), Elvis Orlando Flores Alanya (TPT), Fanny Yanett Meza Felices (TPT), Vicenta Justina Pérez Ochoa (TPT), Daniel Reyes Velarde (Unidos por Huancavelica).[7]
- 2007-2010
  - Alcalde: Apolonio Máximo Sotomayor Zambrano,[8] Movimiento regional Ayni.

### Policiales
- Comisario:  PNP.

### Religiosas
- Diócesis de Huancavelica[9]
  - Obispo de Huancavelica: Monseñor Isidro Barrio Barrio.[10]
- Parroquia
  - Párroco: Pbro.  .